# 24-Stunden-Rennen von Le Mans 1997

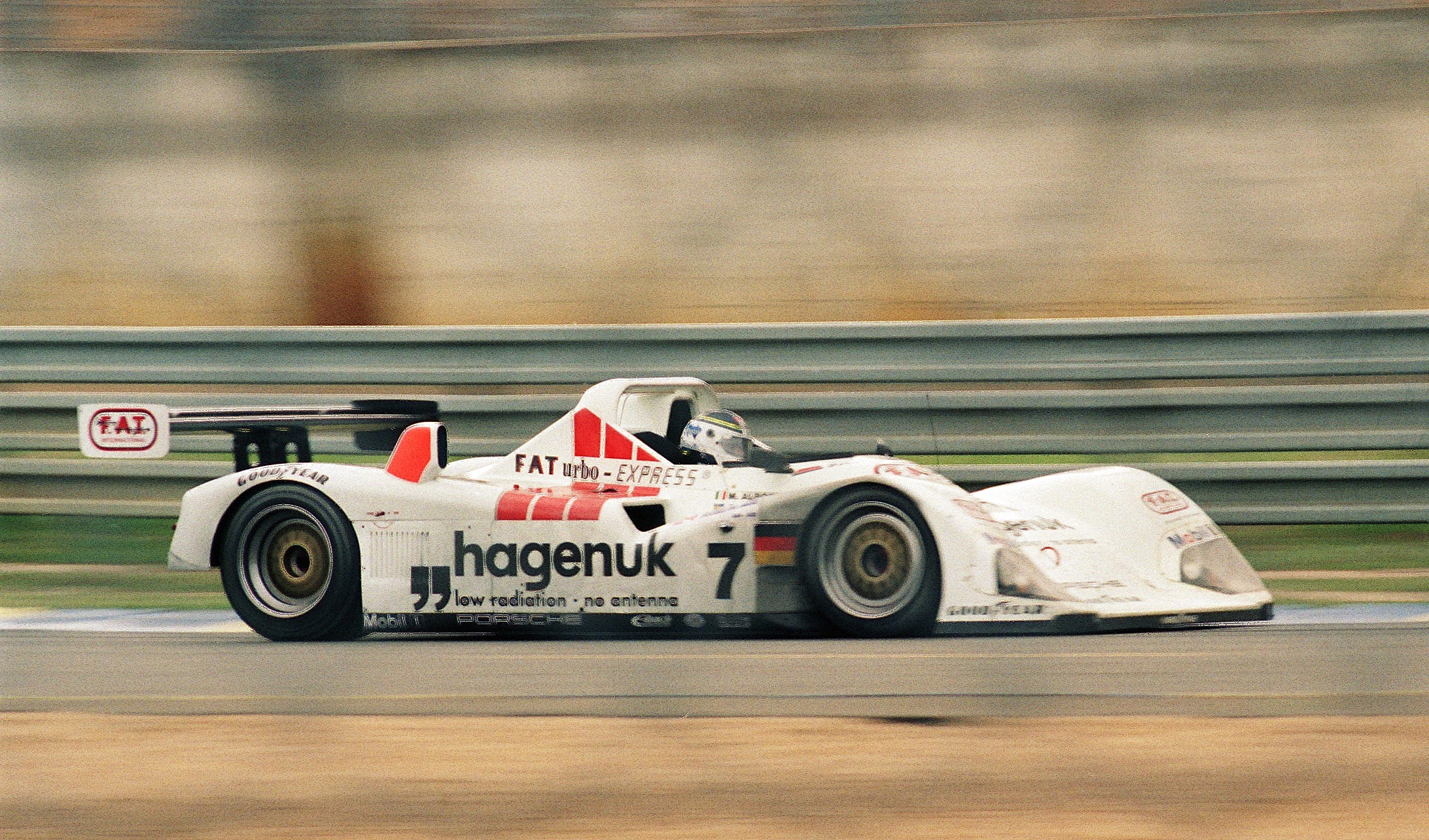
TWR-Porsche WSC-95, Siegerwagen von Michele Alboreto, Stefan Johansson und Tom Kristensen

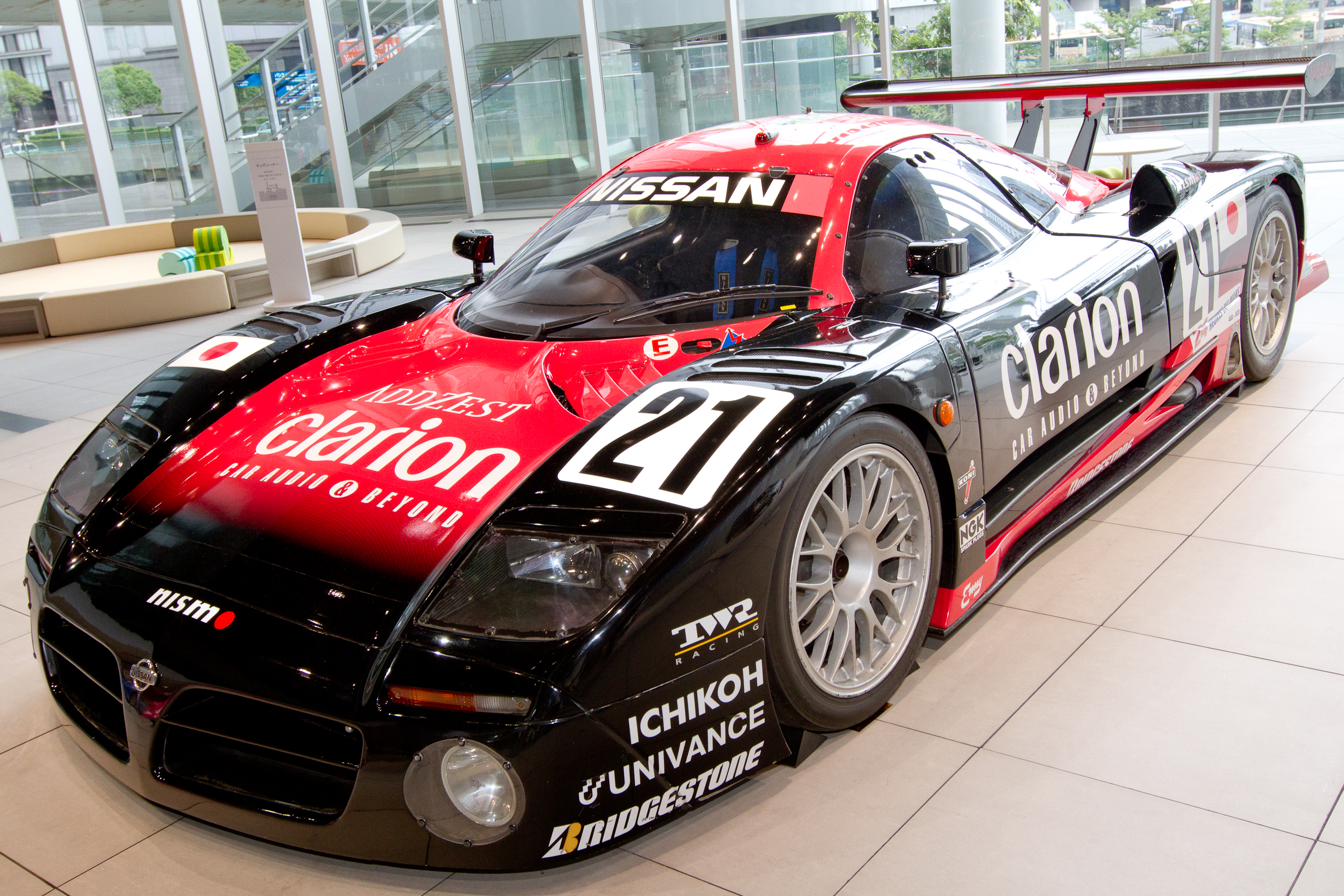
Nissan R390 GT1 mit der Nummer 21; Ausfall durch Unfall

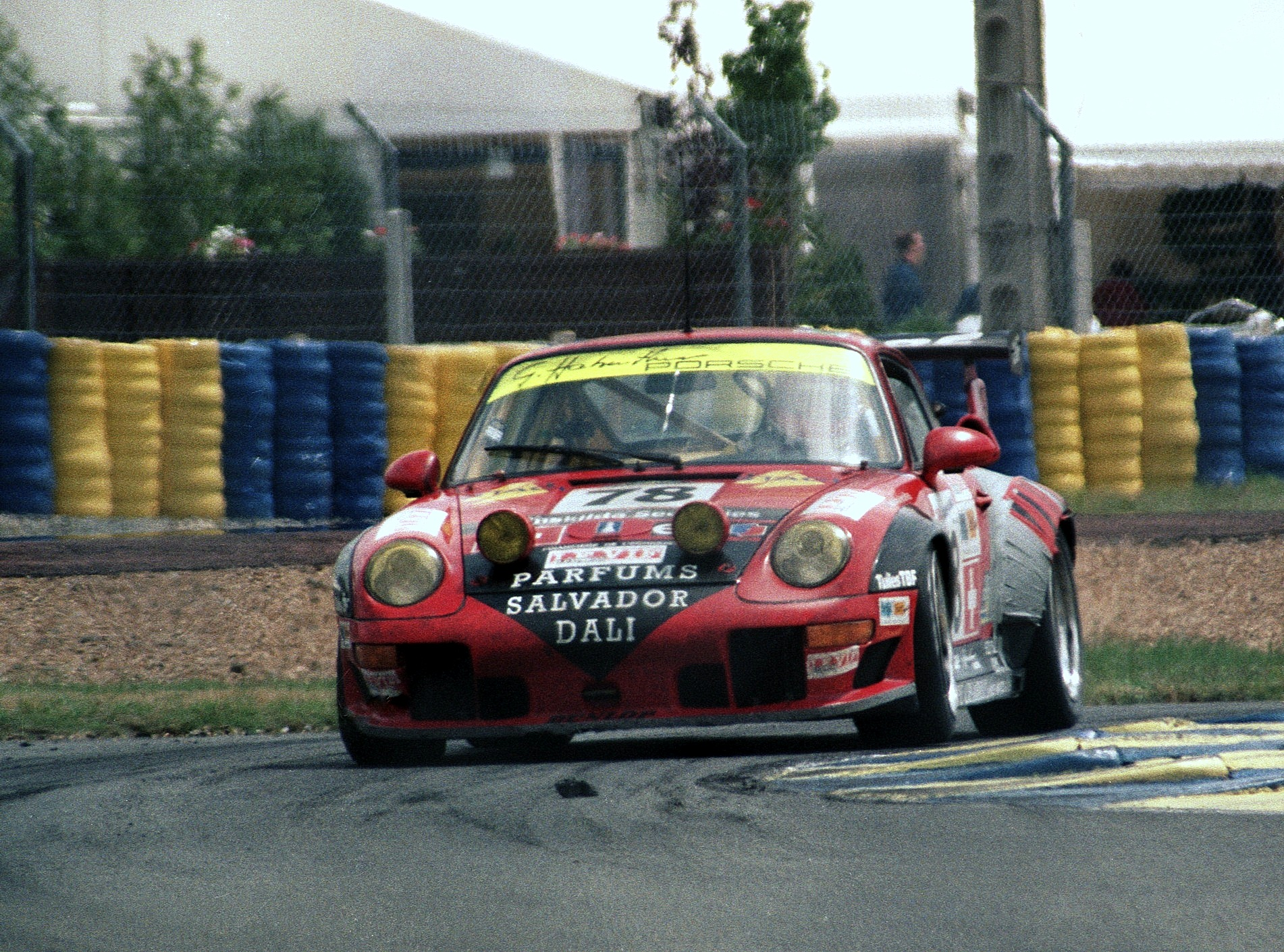
Porsche 911 GT2, Siegerwagen der GT2-Klasse, gefahren von Michel Neugarten, Guy Martinolle und Jean-Claude Lagniez

Das 65. 24-Stunden-Rennen von Le Mans, der 65e Grand Prix d’Endurance les 24 Heures du Mans, auch 24 Heures du Mans, Circuit de la Sarthe, Le Mans, fand vom 14. bis 15. Juni 1997 auf dem Circuit des 24 Heures statt.

## Vor dem  Rennen
1997 herrschte unter den Fachleuten kein Zweifel, dass die Gesamtsieger des 24-Stunden-Rennens dieses Jahres ein GT1-Fahrzeug steuern würden. Porsche hatte den 911 GT1 überarbeitet. Die Werksmannschaft ging mit zwei Wagen an den Start. Im Fahrzeug mit der Nummer 25 saßen Hans-Joachim Stuck, Thierry Boutsen und Bob Wollek die schon im Jahr davor ein Team bildeten und das Rennen an der zweiten Stelle der Endwertung beendeten. Den Wagen mit der Nummer 26 fuhren Emmanuel Collard, Ralf Kelleners und Yannick Dalmas. Neben den beiden Werkswagen gingen sechs weitere GT1, die von privaten Teams gemeldet waren, ins Rennen. BMW trat mit Schnitzer Motorsport als offizielles Werksteam an. Man hatte zwar kein eigenes Chassis gebaut, der McLaren F1 GTR wurde aber von einem BMW-6-Liter-V12-Motor angetrieben. Die beiden Werksfahrzeuge wurden von Peter Kox, Roberto Ravaglia, Eric Hélary, JJ Lehto, Steve Soper und dem 3-fachen ehemaligen Formel-1-Weltmeister Nelson Piquet gefahren.
Ein weiteres Werksteam kam aus Japan. Tom Walkinshaw leitete den Einsatz bei Nissan Motorsports International. Deren neuer Nissan R390 GT1 konnte nur mit gutem Willen als GT1-Fahrzeug interpretiert werden. Bei der technischen Abnahme fielen die Wagen prompt durch. Die Techniker um Tony Southgate hatten den vorgeschriebenen Kofferraum – GT1-Fahrzeuge mussten eine Straßenversion vorweisen können, um homologiert zu werden – als aufblasbaren Sack ausgelegt. Dagegen hatten die Offiziellen des Automobile Club de l’Ouest etwas einzuwenden. Über Nacht musste im Heck ein kleiner Raum geschaffen werden, der als Kofferraum akzeptiert wurde; dabei musste jedoch der Auspuff neu verlegt werden, ein Umstand der im Rennen zu Problemen führte. Lieblinge des Publikums waren die Frontmotor-Panoz Esperante GTR-1 und der Ferrari 333SP von Giampiero Moretti.
Außenseiterchancen rechnete sich Reinhold Joest mit dem Siegerwagen des Vorjahres, dem Le-Mans-Prototyp-TWR-Porsche WSC-95, aus, den 1997 Michele Alboreto, Stefan Johansson und Tom Kristensen pilotierten.

## Der Rennverlauf
In der Anfangsphase setzten sich Alboreto im Joest-Porsche, Bob Wollek im Werks-GT1 und Riccardo Patrese im Nissan vom Feld ab. Bei Nissan traten an allen drei Autos Probleme mit der Kühlung des Getriebes auf, die einige Zeit kosteten und bei Auto Nummer 22 sogar zum Ausfall führten. Wenig später schied auch der schnellste Wagen, Nummer 21, nach einem Dreher aus. Der einzige Wagen der durchhielt, beendete das Rennen mit 67 Runden Rückstand auf Rang zwölf. Im Unterschied zum Vorjahr waren die GT1 diesmal schneller als die LMP-Wagen. Am Sonntag sah Porsche wie der sichere Sieger aus als der führende Bob Wollek bei einem Unfall in der Arnage den Wagen so stark beschädigte, dass das Team aufgeben musste. Wenige Stunden vor Rennende, lag nun der Porsche mit der Nummer 26 in der Gesamtwertung komfortabel in Führung. Ralf Kelleners saß am Steuer, als bei der Anfahrt zur Indianapolis der Porsche plötzlich Feuer fing. Heißes Öl war ausgelaufen und hatte Karosserieteile entzündet. Bald stand der ganze Hinterwagen in Flammen und Kelleners musste anhalten. Der Fahrer konnte sich zwar mit einem spektakulären Sprung in Sicherheit bringen, aber der Wagen war so schwer beschädigt, dass an eine Weiterfahrt nicht zu denken war. Damit siegte zum zweiten Mal in Folge der TWR-Porsche WSC-95.
Überschattet wurde das Rennwochenende vom tödlichen Unfall des Franzosen Sébastien Enjolras in einem WR LM97 im Training.

## Ergebnisse

### Piloten nach Nationen
| 37 Franzosen | 20 Briten    | 15 US-Amerikaner | 11 Deutsche    | 11 Italiener  |
| 8 Japaner    | 7 Belgier    | 5 Niederländer   | 4 Brasilianer  | 4 Portugiesen |
| 4 Schweden   | 4 Schweizer  | 4 Spanier        | 3 Finnen       | 2 Australier  |
| 2 Dänen      | 2 Monegassen | 2 Österreicher   | 2 Südafrikaner | 1 Chilene     |

### Schlussklassement
| Pos.               | Klasse | Nr. | Team                             | Fahrer                                                           | Chassis                 | Motor                              | Reifen | Runden |
| ------------------ | ------ | --- | -------------------------------- | ---------------------------------------------------------------- | ----------------------- | ---------------------------------- | ------ | ------ |
| 1                  | LMP    | 7   | Joest Racing                     | Michele Alboreto Stefan Johansson Tom Kristensen                 | TWR-Porsche WSC-95      | Porsche Type-935 3.0L Turbo Flat-6 | G      | 361    |
| 2                  | GT1    | 41  | Gulf Team Davidoff               | Jean-Marc Gounon Pierre-Henri Raphanel Anders Olofsson           | McLaren F1 GTR          | BMW S70 6.0L V12                   | M      | 360    |
| 3                  | GT1    | 43  | BMW Team Schnitzer               | Peter Kox Roberto Ravaglia Eric Hélary                           | McLaren F1 GTR          | BMW S70 6.0L V12                   | M      | 358    |
| 4                  | LMP    | 13  | Courage Compétition              | Didier Cottaz Jérôme Policand Marc Goossens                      | Courage C41             | Porsche Type-935 3.0L Turbo Flat-6 | M      | 336    |
| 5                  | GT1    | 33  | Schübel Engineering              | Pedro Lamy Armin Hahne Patrice Goueslard                         | Porsche 911 GT1         | Porsche 3.2L Turbo Flat-6          | M      | 331    |
| 6                  | LMP    | 3   | Moretti Racing Inc.              | Giampiero Moretti Didier Theys Massimiliano Papis                | Ferrari 333SP           | Ferrari F310E 4.0L V12             | Y      | 321    |
| 7                  | LMP    | 8   | La Filière Elf                   | Henri Pescarolo Jean-Philippe Belloc Emmanuel Clérico            | Courage C36             | Porsche Type-935 3.0L Turbo Flat-6 | M      | 319    |
| 8                  | GT1    | 27  | BMS Scuderia Italia              | Pierluigi Martini Christian Pescatori Antônio de Azevedo Hermann | Porsche 911 GT1         | Porsche 3.2L Turbo Flat-6          | P      | 317    |
| 9                  | GT2    | 78  | Elf Haberthur Racing             | Michel Neugarten Guy Martinolle Jean-Claude Lagniez              | Porsche 911 GT2         | Porsche 3.6L Turbo Flat-6          | D      | 307    |
| 10                 | GT2    | 74  | Roock Racing                     | André Ahrlé Andy Pilgrim Bruno Eichmann                          | Porsche 911 GT2         | Porsche 3.6L Turbo Flat-6          | M      | 306    |
| 11                 | GT2    | 73  | Roock Racing                     | Manuel Mello-Breyner Thomaz Mello-Breyner Pedro Mello-Breyner    | Porsche 911 GT2         | Porsche 3.6L Turbo Flat-6          | M      | 295    |
| 12                 | GT1    | 23  | Nissan Motorsport                | Kazuyoshi Hoshino Érik Comas Masahiko Kageyama                   | Nissan R390 GT1         | Nissan VRH35L 3.5L Turbo V8        | B      | 294    |
| 13                 | GT2    | 80  | GT Racing Team AG                | Claudia Hürtgen John Robinson Hugh Price                         | Porsche 911 GT2         | Porsche 3.6L Turbo Flat-6          | P      | 280    |
| 14                 | GT2    | 63  | Société Viper Team Oreca         | Justin Bell Pierre Yver John Morton                              | Chrysler Viper GTS-R    | Chrysler 8.0L V10                  | M      | 278    |
| 15                 | GT2    | 64  | Chamberlain Engineering          | Hans Hugenholtz Junior Jari Nurminen Chris Gleason               | Chrysler Viper GTS-R    | Chrysler 8.0L V10                  | G      | 269    |
| 16                 | LMP    | 10  | Courage Compétition              | Fredrik Ekblom Jean-Louis Ricci Jean-Paul Libert                 | Courage C36             | Porsche Type-935 3.0L Turbo Flat-6 | M      | 265    |
| 17                 | LMP    | 15  | Team T.D.R.                      | Yōjirō Terada Jim Downing Franck Fréon                           | Kudzu DLM-4             | Mazda R26B 2.6L 4-Wankel           | G      | 263    |
| Ausgefallen        |        |     |                                  |                                                                  |                         |                                    |        |        |
| 18                 | GT1    | 26  | Porsche AG                       | Emmanuel Collard Ralf Kelleners Yannick Dalmas                   | Porsche 911 GT1         | Porsche 3.2L Turbo Flat-6          | G      | 327    |
| 19                 | GT1    | 39  | Gulf Team Davidoff               | Ray Bellm Andrew Gilbert-Scott Masanori Sekiya                   | McLaren F1 GTR          | BMW S70 6.0L V12                   | M      | 326    |
| 20                 | GT2    | 61  | Viper Team Oreca                 | Philippe Gache Olivier Beretta Dominique Dupuy                   | Chrysler Viper GTS-R    | Chrysler 8.0L V10                  | M      | 263    |
| 21                 | GT1    | 25  | Porsche AG                       | Hans-Joachim Stuck Thierry Boutsen Bob Wollek                    | Porsche 911 GT1         | Porsche 3.2L Turbo Flat-6          | G      | 238    |
| 22                 | GT1    | 42  | BMW Team Schnitzer               | JJ Lehto Steve Soper Nelson Piquet                               | McLaren F1 GTR          | BMW S70 6.0L V12                   | M      | 236    |
| 23                 | GT1    | 29  | JB Racing                        | Jürgen von Gartzen Olivier Thévenin Alain Ferté                  | Porsche 911 GT1         | Porsche 3.2L Turbo Flat-6          | M      | 236    |
| 24                 | GT1    | 54  | David Price Racing               | Andy Wallace James Weaver Butch Leitzinger                       | Panoz Esperante GTR-1   | Ford Roush 6.0L V8                 | G      | 236    |
| 25                 | GT1    | 30  | Kremer Racing                    | Christophe Bouchut Andy Evans Bertrand Gachot                    | Porsche 911 GT1         | Porsche 3.2L Turbo Flat-6          | G      | 207    |
| 26                 | GT2    | 75  | Larbre Compétition               | Patrick Bourdais Peter Kitchak André Lara Resende                | Porsche 911 GT2         | Porsche 3.6L Turbo Flat-6          | M      | 205    |
| 27                 | LMP    | 9   | Courage Compétition              | Mario Andretti Michael Andretti Olivier Grouillard               | Courage C36             | Porsche Type-935 3.0L Turbo Flat-6 | M      | 197    |
| 28                 | GT1    | 52  | DAMS                             | Franck Lagorce Éric Bernard Jean-Christophe Boullion             | Panoz Esperante GTR-1   | Ford Roush 6.0L V8                 | M      | 149    |
| 29                 | GT1    | 55  | David Price Racing               | David Brabham Perry McCarthy Doc Bundy                           | Panoz Esperante GTR-1   | Ford Roush 6.0L V8                 | G      | 145    |
| 30                 | GT1    | 21  | Nissan Motorsport                | Martin Brundle Jörg Müller Wayne Taylor                          | Nissan R390 GT1         | Nissan VRH35L 3.5L Turbo V8        | B      | 139    |
| 31                 | GT1    | 28  | Konrad Motorsport                | Franz Konrad Mauro Baldi Robert Nearn                            | Porsche 911 GT1         | Porsche 3.2L Turbo Flat-6          | P      | 138    |
| 32                 | GT2    | 67  | Saleen-Allen Speedlab            | Steve Saleen Price Cobb Carlos Palau                             | Saleen Mustang RRR      | Ford 5.9L V8                       | D      | 133    |
| 33                 | GT2    | 79  | Konrad Motorsport                | Toni Seiler Larry Schumacher Michel Ligonnet                     | Porsche 911 GT2         | Porsche 3.2L Turbo Flat-6          | P      | 126    |
| 34                 | GT1    | 22  | Nissan Motorsport                | Riccardo Patrese Eric van de Poele Aguri Suzuki                  | Nissan R390 GT1         | Nissan VRH35L 3.5L Turbo V8        | B      | 121    |
| 35                 | GT1    | 49  | GT1 Lotus Racing                 | Jan Lammers Mike Hezemans Alexander Grau                         | Lotus Elise GT1         | Chevrolet LT5 6.0L V8              | M      | 121    |
| 36                 | LMP    | 5   | Kremer Racing                    | Tomás Saldaña Carl Rosenblad Jürgen Lässig                       | Kremer K8 Spyder        | Porsche Type-935 3.0L Turbo Flat-6 | G      | 103    |
| 37                 | GT2    | 84  | Stadler Motorsport               | Enzo Calderari Lilian Bryner Angelo Zadra                        | Porsche 911 GT2         | Porsche 3.6L Turbo Flat-6          | P      | 98     |
| 38                 | GT1    | 44  | Team Lark McLaren                | Akihiko Nakaya Keiichi Tsuchiya Gary Ayles                       | McLaren F1 GTR          | BMW S70 6.0L V12                   | M      | 88     |
| 39                 | GT2    | 77  | Chereau Sports                   | Jean-Luc Chéreau Jack Leconte Jean-Pierre Jarier                 | Porsche 911 GT2         | Porsche 3.6L Turbo Flat-6          | M      | 77     |
| 40                 | GT1    | 46  | Newcastle United Lister Cars     | Julian Bailey Thomas Erdos Mark Skaife                           | Lister Storm GTL        | Jaguar 7.0L V12                    | D      | 77     |
| 41                 | GT2    | 62  | Viper Team Oreca                 | Tommy Archer Soheil Ayari Marc Duez                              | Chrysler Viper GTS-R    | Chrysler 8.0L V10                  | M      | 76     |
| 42                 | GT2    | 60  | Agusta Racing Team Ltd.          | Almo Coppelli Riccardo Agusta Éric Graham                        | Callaway Corvette LM-GT | Chevrolet LT1 6.2L V8              | D      | 45     |
| 43                 | GT2    | 66  | Saleen-Allen Speedlab            | David Warnock Robert Schirle Allen Lloyd                         | Saleen Mustang RRR      | Ford 5.9L V8                       | D      | 28     |
| 44                 | GT1    | 45  | Newcastle United Lister Cars     | Geoff Lees Tiff Needell George Fouché                            | Lister Storm GTL        | Jaguar 7.0L V12                    | D      | 21     |
| 45                 | LMP    | 4   | Pilot Racing                     | Michel Ferté Adrián Campos Charlie Nearburg                      | Ferrari 333SP           | Ferrari F310E 4.0L V12             | D      | 18     |
| 46                 | GT2    | 70  | Team Marcos Racing International | Cor Euser Takashi Suzuki Harald Becker                           | Marcos Mantara LM600    | Chevrolet 5.9L V8                  | D      | 15     |
| 47                 | GT1    | 32  | Roock Racing                     | Stéphane Ortelli Allan McNish Karl Wendlinger                    | Porsche 911 GT1         | Porsche 3.2L Turbo Flat-6          | M      | 8      |
| 48                 | LMP    | 14  | Pacific Racing Ltd.              | Harri Toivonen Eliseo Salazar Jesús Pareja                       | BRM P301                | Nissan 3.0L Turbo V6               | P      | 6      |
| Nicht gestartet    |        |     |                                  |                                                                  |                         |                                    |        |        |
| 49                 | GT1    | 40  | Gulf Team Davidoff McLaren       | John Nielsen Thomas Bscher Chris Goodwin                         | McLaren F1 GTR          | BMW S70 6.0L V12                   | M      | 1      |
| Nicht qualifiziert |        |     |                                  |                                                                  |                         |                                    |        |        |
| 50                 | LMP    | 6   | Kremer Racing                    | Giovanni Lavaggi Jean-Luc Maury-Laribière Bernard Chauvin        | Kremer K8 Spyder        | Porsche Type-935 3.0L Turbo Flat-6 | G      | 2      |
| 51                 | GT1    | 50  | GT1 Lotus Racing                 | Fabien Giroix Jean-Denis Delétraz Ratanakul Prutirat             | Lotus Elise GT1         | Chevrolet LT5 6.0L V8              | M      | 3      |
| 52                 | GT2    | 71  | Team Marcos Racing International | Dominic Chapell François Migault Henri-Louis Maunoir             | Marcos Mantara LM600    | Chevrolet 5.9L V8                  | D      | 4      |

1Wagenbrand im Training
2nicht qualifiziert
3nicht qualifiziert
4nicht qualifiziert

### Nur in der Meldeliste
Hier finden sich Teams, Fahrer und Fahrzeuge die ursprünglich für das Rennen gemeldet waren, aber aus den unterschiedlichsten Gründen daran nicht teilnahmen.
| Pos. | Klasse | Nr. | Team                             | Fahrer                                                                            | Chassis                    | Motor                       | Reifen |
| ---- | ------ | --- | -------------------------------- | --------------------------------------------------------------------------------- | -------------------------- | --------------------------- | ------ |
| 53   | LMP    | 2   | Rachel Welter                    | Sébastien Enjolras Marc Rostan                                                    | WR LM97                    | Peugeot PRV 2.0L Turbo V6   |        |
| 54   | LMP    | 12  | Didier Bonnet                    | David Dussau Edouard Sezionale François Jakubowski                                | Debora LMP297              | Cosworth 2.0L Turbo I4      |        |
| 55   | LMP    | 16  | Matrix Motor Co Ltd.             | Tim Richardson Bernard de Dryver Robin Donovan                                    | Matrix MPX-1               | Nissan 3.0L Turbo V6        |        |
| 56   | LMP    | 17  | Alain le Brun                    | Pierre Bruneau                                                                    | WR LM97                    | Peugeot PRV 2.0L Turbo V6   |        |
| 57   | GT1    | 34  | Team Menicon Sard                | Olivier Grouillard                                                                | Sard MC8-R                 | Toyota-Lexus 4.0L Turbo V8  |        |
| 58   | GT1    | 35  | Team Menicon Sard                | Olivier Grouillard Cathy Muller Oriol Servià Alexandre Debanne Christophe Tinseau | Sard MC8-R                 | Toyota-Lexus 4.0L Turbo V8  |        |
| 59   | GT1    | 36  | RJ Racing                        | Patrick Gonin Stéphane Daoudi Benjamin Roy Marc Sourd                             | Helem-Renault Spider       | Renault PRV 3.0L Turbo V6   |        |
| 60   | GT1    | 37  | RJ Racing                        | Patrick Gonin Stéphane Daoudi Benjamin Roy Marc Sourd                             | Helem-Renault Spider       | Renault PRV 3.0L Turbo V6   |        |
| 61   | GT1    | 38  | BBA Compétition                  | Jean-Luc Maury-Laribiere Alain Ferté Marcel Tarrès                                | McLaren F1 GTR             | BMW S70 6.0L V12            |        |
| 62   | GT1    | 51  | GT1 Team Lotus                   | Ratanakul Prutirat Maurizio Sandro Sala Kasikam Suphot                            | Lotus Elise GT1            | Chevrolet LT5 6.0L V8       |        |
| 63   | GT1    | 53  | Société DAMS                     | David Velay Jean-Christophe Boullion Wolfgang Kaufmann                            | Panoz Esperante GTR-1      | Ford Roush 6.0L V8          |        |
| 64   | GT2    | 65  | Chamberlain Engineering          | Jay Cochran Chris Gleason                                                         | Chrysler Viper GTS-R       | Chrysler 8.0L V10           |        |
| 65   | GT2    | 69  | Eric van de Vyver                | Eric van de Vyver                                                                 | Gillet Vertigo V de V      | Cosworth 2.0L Turbo I4      |        |
| 66   | GT2    | 76  | Bruno Krauss Rennsporttechnik    | Bernhard Müller Michael Trunk                                                     | Porsche 911 GT2            | Porsche 3.6L Turbo Flat-6   |        |
| 67   | GT2    | 81  | GT Racing Team AG                | Luca Drudi Luigino Pagotto                                                        | Porsche 911 GT2            | Porsche 3.6L Turbo Flat-6   |        |
| 68   | GT2    | 83  | Gerard McQuillan                 | Ben Collins Gerard McQuillan Scott Peeler                                         | Porsche 911 GT2            | Porsche 3.6L Turbo Flat-6   |        |
| 69   | GT2    | 85  | Steve O’Rourke                   | Steve O’Rourke Tim Sugden Win Percy                                               | Porsche 911 GT2            | Porsche 3.6L Turbo Flat-6   |        |
| 70   |        |     |                                  |                                                                                   | TVR 12/7                   |                             |        |
| 71   | GT1    |     | Newcastle United Lister Cars     |                                                                                   | Lister Storm GTL           | Jaguar 7.0L V12             |        |
| 72   |        |     | Peter Allnutt                    |                                                                                   | Spectre R4                 | Ford                        |        |
| 73   | LMP    |     | Giampiero Moretti                |                                                                                   | Ferrari 333SP              | Ferrari F310E 4.0L V12      |        |
| 74   | LMP    |     | Jon Dellor                       |                                                                                   | Spice WSC D97              | Cosworth                    |        |
| 75   | LMP    |     |                                  |                                                                                   | Spice WSC D97              | Cosworth                    |        |
| 76   | GT1    | 24  | Ennea Srl                        |                                                                                   | Ferrari F40 GTE Evoluzione | Ferrari F120B 3.5L Turbo V8 |        |
| 77   | GT1    | 31  | Société Larbre Competition       |                                                                                   | Porsche 911 GT1            | Porsche 3.2L Turbo Flat-6   |        |
| 78   | GT1    | 47  | GBF Ltd.                         | Andrea Boldrini Martin Stretton                                                   | Lotus Elise GT1            | Chevrolet LT5 6.0L V8       |        |
| 79   | GT1    | 48  | GBF Ltd.                         | Domenico Schiattarella Luca Badore                                                | Lotus Elise GT1            | Chevrolet LT5 6.0L V8       |        |
| 80   | GT2    | 68  | Saleen-Allen Speedlab            | James Kaye                                                                        | Saleen Mustang RRR         | Ford 5.9L V8                |        |
| 81   | GT2    | 72  | Team Marcos Racing International | Chris Marsh François Migault Andy Purvis                                          | Marcos Mantara LM600       | Chevrolet 5.9L V8           |        |
| 82   | GT2    | 82  | Parr Motorsport                  | Hugh Price Stéphane Ortelli John Robinson                                         | Porsche 911 GT2            | Porsche 3.6L Turbo Flat-6   |        |

### Klassensieger
| Klasse | Fahrer           | Fahrer                | Fahrer              | Fahrzeug           | Platzierung im Gesamtklassement |
| ------ | ---------------- | --------------------- | ------------------- | ------------------ | ------------------------------- |
| LMP    | Michele Alboreto | Stefan Johansson      | Tom Kristensen      | TWR-Porsche WSC-95 | Gesamtsieg                      |
| GT1    | Jean-Marc Gounon | Pierre-Henri Raphanel | Anders Olofsson     | McLaren F1 GTR     | Rang 2                          |
| GT2    | Michel Neugarten | Guy Martinolle        | Jean-Claude Lagniez | Porsche 911 GT2    | Rang 9                          |

### Renndaten
- Gemeldet: 82
- Gestartet: 48
- Gewertet: 17
- Rennklassen: 3
- Zuschauer: 170.000
- Ehrenstarter des Rennens: unbekannt
- Wetter am Rennwochenende: warm und trocken
- Streckenlänge: 13,605 km
- Fahrzeit des Siegerteams: 24:02:40.875 Stunden
- Runden des Siegerteams: 361
- Distanz des Siegerteams: 4909,600 km
- Siegerschnitt: 204,186 km/h
- Pole Position: Michele Alboreto – TWR-Porsche WSC-95 (#7) – 3.41.581 = 220,958 km/h
- Schnellste Rennrunde: Tom Kristensen – TWR-Porsche WSC-95 (#17) – 3:45.068 = 217,534 km/h
- Rennserie: zählte zu keiner Rennserie